# Frejús
Frejús (nom occità, en francès Fréjus) és una ciutat del sud-est de Provença. Administrativament és una comuna del departament del Var, a la regió de Provença – Alps – Costa Blava. L'any 2006 tenia 49.100 habitants.

## Demografia
| Evolució de la població |       |       |       |       |       |       |       |       |
| 1793                    | 1800  | 1806  | 1821  | 1831  | 1836  | 1841  | 1846  | 1851  |
| 2.400                   | 2.229 | 1.943 | 2.306 | 2.665 | 3.041 | 3.062 | 3.132 | 2.665 |

| 1856  | 1861  | 1866  | 1872  | 1876  | 1881  | 1886  | 1891  | 1896  |
| ----- | ----- | ----- | ----- | ----- | ----- | ----- | ----- | ----- |
| 2.727 | 2.878 | 3.050 | 3.052 | 3.478 | 3.135 | 3.540 | 3.139 | 3.510 |

| 1901  | 1906  | 1911  | 1921  | 1926  | 1931  | 1936  | 1946   | 1954   |
| ----- | ----- | ----- | ----- | ----- | ----- | ----- | ------ | ------ |
| 4.156 | 4.190 | 4.022 | 9.451 | 9.091 | 9.676 | 9.441 | 12.907 | 13.452 |

| 1962   | 1968   | 1975   | 1982   | 1990   | 1999   | 2006 | 2011 | 2016 |
| ------ | ------ | ------ | ------ | ------ | ------ | ---- | ---- | ---- |
| 16.953 | 23.629 | 28.851 | 31.662 | 41.486 | 46.770 | -    | -    | -    |

| 2019 | - | - | - | - | - | - | - | - |
| ---- | - | - | - | - | - | - | - | - |
| -    | - | - | - | - | - | - | - | - |

## Història
El seu nom antic era Forum Julii. Sota aquest nom apareix una ciutat de la Gàl·lia Narbonense, a la costa entre Telo Martius (Toló) i el riu Var (Varus) a la vora de la via Aurèlia. Estrabó l'anomena Φόρον Ἰούλιον, i diu que era una estació naval fundada per August, i situada entre Òlbia i Antípolis, i distava de Massàlia uns 600 estadis. Però la ciutat ja existia l'any 43 aC quan se la menciona en una carta que Luci Munaci Planc va dirigir a Ciceró i probablement devia el seu nom a Juli Cèsar, encara que no hi ha documentació, però se sap que August la va millorar. Plini el Vell l'esmenta com Forum Julii Octavanorum Colonia quae Pacensis appellatur et Classica. Claudi Ptolemeu diu que el riu Argenteus era al seu terme. Pomponi Mela també l'esmenta i l'anomena Octavanorum, se suposa que a causa de que un destacament de la VIII legió va tenir allí els seus quarters. També en parla Tàcit, que l'anomena de diverses maneres: Oppidum Forojuliense, Forum Julium Narbonensis Galliae Colonia i Colonia Forojuliensis. La Via Aurèlia passava per la ciutat.
Forum Julii va ser una estació naval en temps de Tiberi i ja August va utilitzar les naus de guerra ancorades allí durant la batalla d'Àccium, per defensar aquella part de la costa. Encara era una estació naval important en temps de Vitel·li. Hi va néixer Gneu Agrícola el conqueridor de Britànnia. El port era bastant gran, però avui dia ha quedar reduït a una llacuna. La muralla de la ciutat mostra que va ser una ciutat important. Es conserva un arc triomfal i restes de l'amfiteatre, prop del qual descansa una de les antigues portes; també es conserva un aqüeducte. Plini el Vell diu que en aquesta ciutat s'hi elaborava la salsa anomenada garum.
Des del segle iv (374) va ser la seu d'un bisbe que després era feudatari del comte de Provença. Al segle x els sarraïns la van saquejar i destruir, i van establir un veritable estat sarraí a la rodalia.
El fet més dramàtic de la ciutat va ser el trencament l'any 1959 de la resclosa de Malpasset que va inundar la ciutat amb destrucció dels barris baixos, i va provocar dotzenes de morts.
S'hi conrea la canya per la producció de llengüetes per a instruments de vent de fusta.

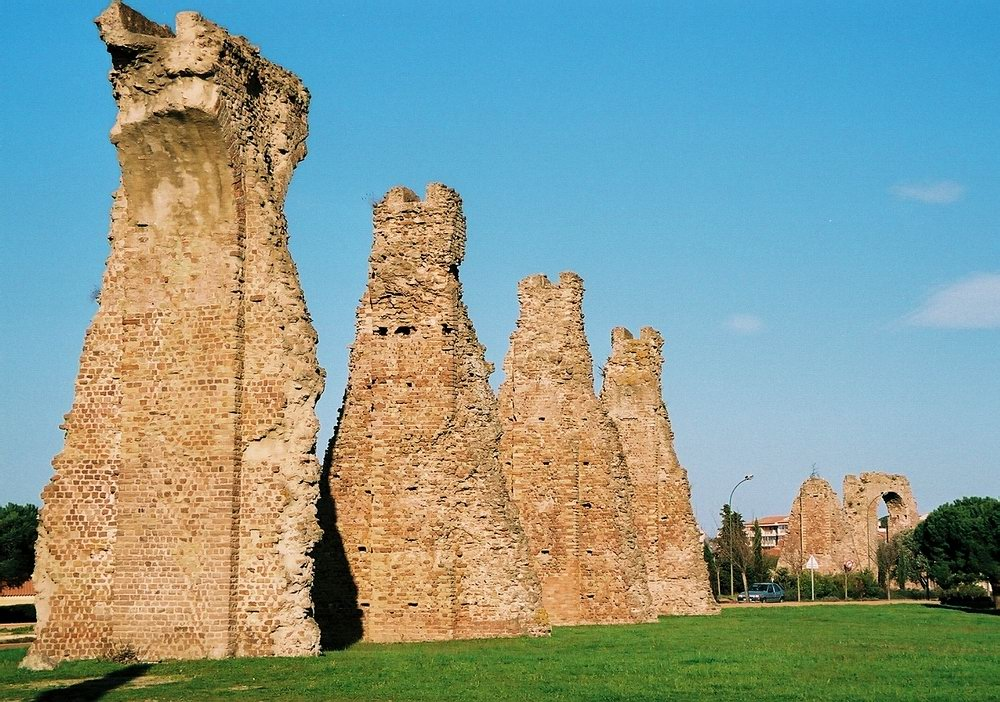
Restes de l'aqüeducte romà de Fréjus

## Fills il·lustres
- Marc-Antoine-Madeleine Désaugiers (1742-1793) compositor, poeta i dramaturg.

## Administració
| Període   | Identitat        | Partit |
| --------- | ---------------- | ------ |
| 1945-1959 | Henri Giraud     |        |
| 1959-1971 | André Léotard    |        |
| 1971-1977 | Léonce Héritier  |        |
| 1977-1998 | François Léotard | UDF    |
| 1998-2014 | Élie Brun        | UMP    |
| 2014-     | David Rachline   | FN     |

## Agermanaments
- Bazeilles
- Dumbéa
- Fredericksburg (Virgínia)
- Paola
- Pieve di Teco
- Tabarka
- Triberg im Schwarzwald